# 阿納巴爾高原
阿納巴爾高原是俄羅斯的高原，位於克拉斯諾亞爾斯克邊疆區的中西伯利亞高原東北部，最高點海拔高度905米，是阿納巴爾河的發源地，該高原氣候惡劣，人煙稀少。